# L'héritage pose un lapin
Pour plus de détails, voir Fiche technique et Distribution.
L'héritage pose un lapin (From Hare to Heir en anglais) est un cartoon Merrie Melodies réalisé par Friz Freleng en 1960 mettant en scène Bugs Bunny et Sam le pirate.

## Synopsis
En Angleterre, Sam, duc de Yosemite, est fauché et obligé de payer ses impôts. Bugs arrive en proposant de lui payer un million de livres sterling si son séjour au château est agréable. Après avoir failli exploser (de colère) lors du dîner, Sam perd 400 livres.
Au lieu d'aller se coucher, Bugs joue du piano dans le château, au point de faire perdre encore 400 livres à Sam, qui se voit obligé de dormir avec de la musique plein les oreilles. Sam s'énerve à nouveau dans la salle de bain, car Bugs y prend toute la place. Sam tombe à deux reprises dans le piège qu'il avait préparé. Sam finit par accepter que ses employés le maltraitent, sans savoir qu'il a perdu toutes ses livres.

## Fiche technique
- Gérard Surugue : Bugs Bunny
- Patrick Préjean : Sam le Pirate
- Patrick Guillemin

## Distribution en DVD
Le cartoon est inclus dans le DVD Video Looney Tunes Super Stars : Bugs Bunny, un lapin extraordinaire qui fait partie de la collection Looney Tunes Super Stars, éditée par Warner Home Video.